# Кастаньед (Атлантические Пиренеи)
Кастанье́д (фр. Castagnède) — коммуна во Франции, находится в регионе Аквитания. Департамент — Атлантические Пиренеи. Входит в состав кантона Ортез и Тер-де-Гав и дю Сель. Округ коммуны — По.
Код INSEE коммуны — 64170.

## География
Коммуна расположена приблизительно в 660 км к югу от Парижа, в 160 км южнее Бордо, в 55 км к западу от По. На западе коммуны протекает река Гав-д’Олорон, также коммуну омывает река Гав-де-По. Доступ к городу осуществляется через главное шоссе D27.

### Климат
Климат тёплый океанический. Зима мягкая, средняя температура января — от +5°С до +13°С, температуры ниже −10 °C бывают редко. Снег выпадает около 15 дней в году с ноября по апрель. Максимальная температура летом порядка 20-30 °C, выше 35 °C бывает очень редко. Количество осадков высокое, порядка 1100 мм в год. Характерна безветренная погода, сильные ветры очень редки.

### Населенные пункты
- Le Bourget
- Lo Hour
- Lasbordes
- Mu (или Mur)
- Lo Padu
- Simounét
- Mongay

### Соседние коммуны
- Каррес-Касабер на север
- Отеррив на северо-запад
- Сали-де-Беарн на восток
- Эскос на запад
- Ораас на юг

## История
Архивист Пауль Раймонд отметил, что в 1385 году деревня Castagnède et Mu (так упоминалась коммуна в записях Sanctus-Severus de Muro, датируемые XII столетием, Аббатство Сен-Жан-де-Сорде) насчитывала 51 селение и принадлежало епархии Dax. Деревня была зависима от бейливика Mu et Labastide-Villefranche, который простирался по Лабастид-Вильфранш, нынешней коммуне Ораас и Сен-Дос.
Следы деревни Castagnède были обнаружены в области Беарн, в XI веке. Легенда гласит, что она была занята маврами после их поражения в 732 году и местный лорд женился на принцессе сарацин. До 1790 года деревня была общей территорией с поселением Mur (или My). Деревня служила границей между Гасконией (Auterrive) и Наваррой (Escos) и зависела от епископа Дакса.
Феод Membrède был вассалом La vicomté de Bearn и был зависим от бейливика My. Церковь скрывала захоронение прославленной и древней семьи Membrède. Владели замком семья Dufourcq до 1876 года. Кладбище также было могилой искателя приключений Faustin Lestage, который первым нашёл нефть во Франции на склонах Pène de Mur. Так же был найден крест Hosannière который, вероятно, восходит к римской оккупации.

## Население
Население коммуны на 2010 год составляло 195 человек.
| 1876 | 1881 | 1886 | 1891 | 1896 | 1901 | 1906 | 1911 | 1921 | 1926 | 1931 | 1936 | 1946 | 1954 | 1962 | 1968 | 1975 | 1982 | 1990 | 1999 | 2010 | 2011 |
| ---- | ---- | ---- | ---- | ---- | ---- | ---- | ---- | ---- | ---- | ---- | ---- | ---- | ---- | ---- | ---- | ---- | ---- | ---- | ---- | ---- | ---- |
| 426  | 494  | 458  | 452  | 444  | 420  | 394  | 365  | 347  | 327  | 290  | 265  | 273  | 263  | 213  | 200  | 194  | 192  | 212  | 209  | 195  | 189  |

## Администрация
| Период | Период | Фамилия          | Партия | Примечания |
| ------ | ------ | ---------------- | ------ | ---------- |
| 1995   | 2008   | Жан-Марк Балеста |        |            |
| 2008   | 2014   | Жак Баржель      |        |            |
| 2014   | 2020   | Жан Уркеби       |        |            |

## Экономика
В 2010 году среди 126 человек трудоспособного возраста (15-64 лет) 78 были экономически активными, 48 — неактивными (показатель активности — 61,9 %, в 1999 году было 75,4 %). Из 78 активных жителей работали 74 человека (44 мужчины и 30 женщин), безработных было 4 (1 мужчина и 3 женщины). Среди 48 неактивных 9 человек были учениками или студентами, 21 — пенсионерами, 18 были неактивными по другим причинам.

## Достопримечательности
- Церковь Св. Иоанна Крестителя (1862 год)[7]